# Толканица, Александр Антонович
Толканица Александр Антонович (23 апреля 1910, Духи, Белорусская губерния — 13 февраля 2004, Саратов) — советский ученый-экономист, кандидат экономических наук, доцент Саратовского сельскохозяйственного института им. Н. И. Вавилова.

## Биография
Александр Антонович родился 23 апреля 1910 в деревне Духи Волковысского района Белорусской губернии.
1928—1931 учёба в Калужском сельскохозяйственном техникуме.
1931—1936 учёба во Всероссийский агропедагогическом институте, присваивается квалификация — агронома-экономиста-педагога.
1936—1939 работа в Саратовской Высшей коммунистической сельскохозяйственной школе. Занимал должности от ассистента до заведующего кафедрой организации социалистического производства.
1939—1944 директор Саратовского колхозного сельскохозяйственного техникума им. Ленина В.И. Народного комиссариата земледелия РСФСР.
1944—1948 работа в сельскохозяйственном отделе Саратовского обкома партии, занимал должности от инструктора до заведующего отделом.
1947 защитил кандидатскую диссертацию на тему: «Марксистско-ленинское учение о руководстве производством: на примере колхозов и МТС».
1948 — февраль 1949 заместитель председателя Саратовского облисполкома.
1949—1956 заместитель директора Саратовского сельскохозяйственного института по учебной и научной работе, первый заведующий кафедрой экономики сельского хозяйства института.
август 1956 — сентябрь 1959 исполняющий обязанности директора Саратовского сельскохозяйственного института.
1959 — доцент кафедры экономики и организации социалистических сельскохозяйственных предприятий Саратовского сельскохозяйственного института.
Являлся депутатом областного совета, членом городского комитета партии, 15 лет являлся заместителем председателя правления областной организации общества «Знание», возглавлял методический совет Саратовского сельскохозяйственного института.
А. А. Толканица автор более 100 научных публикаций, один из основателей саратовской экономической школы интенсификации сельскохозяйственного производства. Под его руководством защищено 16 кандидатских диссертаций. Его учениками являлись Л. А. Аборин, П.И. Краснихин, В. И. Носов, О. М. Васильева.

## Основные труды
- Толканица А. А. Марксистско-ленинское учение о руководстве производством : на примере колхозов и МТС : диссертация … кандидата экономических наук. Саратов, 1947. — 434 с.
- Толканица А. А. Предмет, метод и задачи курса "Экономика социалистического сельского хозяйства СССР" [Текст] / А. А. Толканица, канд. экон. наук, доц. ; Саратовский с.-х. ин-т. Кафедра экономики соц. сельского хозяйства. - Саратов : [б. и.], 1955. - 1 т. Лекция 1. - 1955. - 31 с.
- Толканица А. А. Задачи социалистического сельского хозяйства СССР в шестой пятилетке [Текст] : Лекция ; Сарат. с.-х. ин-т. Кафедра экономики соц. сельского хозяйства. - Саратов : [б. и.], 1956. - 38 с.
- Толканица А. А. Труд в социалистическом сельском хозяйстве СССР [Текст] : Лекция; Сарат. с.-х. ин-т. Кафедра экономики соц. сельского хозяйства. - Саратов : [б. и.], 1956. - 51 с.
- Толканица А. А. Экономика социалистического сельского хозяйства [Текст] : Учеб. пособие / Сарат. с.-х. ин-т. - Саратов : [б. и.], 1958. - 2 т. Ч. 1. - 1958. - 275 с.
- Толканица А. А. Экономика социалистического сельского хозяйства [Текст] : Учеб. пособие / Сарат. с.-х. ин-т. - Саратов : [б. и.], 1958. - 2 т. Ч. 2. - 1958. - 280 с.
- Толканица А. А. Интенсификация сельскохозяйственного производства - путь к его высокой эффективности [Текст] / Сарат. обл. организация о-ва "Знание". Сарат. с.-х. ин-т. - Саратов : Приволж. кн. изд-во, 1977. — 40 с.

## Награды
- орден Трудового Красного Знамени
- орден «Знак Почёта»

## Личная жизнь
Жена — Леонова Мария Григорьевна - врач (04.08.1908 - 20.12.2000)
Сын — Толканица Владимир Александрович - кандидат медицинских наук,работник Саратовского государственного медицинского университета им. В. И. Разумовского 
Дочь — Иванова (Толканица) Инна Александровна - кандидат медицинских наук, врач-кардиолог